# Jéssica Andrade
Jéssica Andrade (Umuarama, 25 settembre 1991) è una lottatrice di arti marziali miste brasiliana.
Combatte nella divisione dei pesi paglia per l'organizzazione statunitense UFC; era stata contendente al titolo già nel 2017, venendo però sconfitta dall'allora campionessa Joanna Jędrzejczyk.

## Biografia
Dichiaratamente omosessuale , ha sposato la compagna Fernanda Gomes nel 2019.

## Carriera nelle arti marziali miste

### Inizi
Jessica Andrade compie il suo debutto nelle MMA professionistiche nel 2011, vincendo otto dei suoi primi dieci incontri tutti tenutesi nel nativo Brasile; nel 2013, prima di ricevere la chiamata della UFC, ha vinto anche un match in Russia.

### Ultimate Fighting Championship
La Andrade compie il suo debutto in UFC il 23 luglio contro Liz Carmouche a UFC on Fox: Johnson vs. Moraga: l'incontro stabilisce un record singolare, in quanto vedeva per la prima volta due lottatrici apertamente omosessuali combattere sull'ottagono dell'UFC. La Andrade ne uscirà sconfitta tramite KO tecnico al secondo round.
Il suo secondo match ha luogo il 26 ottobre seguente a UFC Fight Night 30, dove affronta Rosi Sexton. La brasiliana si aggiudica la vittoria via decisioen unanime.
Il 15 marzo 2014 avrebbe dovuto sfidare la connazionale Julianna Peña a UFC 171, ma quest'ultima si ritira dall'evento a causa di un infortunio al ginocchio ed è sostituita da Raquel Pennington. Dopo tre round molto combattuti sarà la brasiliana ad uscirne vittoriosa, tramite decisione non unanime.
Ottiene quindi la possibilità di lottare per il titolo di categoria ma il 13 maggio 2017 perde per decisione unanime contro la campionessa Joanna Jędrzejczyk. Successivamente mette insieme tre vittorie consecutive contro Claudia Gadelha, Tecia Torres e Karolina Kowalkiewicz.

#### Campionessa dei pesi paglia UFC
L'11 maggio 2019 ottiene il suo secondo incontro valido per un titolo UFC quando viene scelta per affrontare in Brasile la campionessa Rose Namajunas nel main event di UFC 237; al secondo round la brasiliana riesce a mettere a segno un potente atterramento che porta la statunitense a perdere i sensi e pertanto la Andrade viene incoronata nuova campionessa ottenendo anche il doppio riconoscimento Fight of the Night e Perfomance of the Night.

## Risultati nelle arti marziali miste
| Risultato | Record | Avversario            | Metodo                               | Evento                                      | Data              | Round | Tempo | Città                                | Note                                                                             |
| --------- | ------ | --------------------- | ------------------------------------ | ------------------------------------------- | ----------------- | ----- | ----- | ------------------------------------ | -------------------------------------------------------------------------------- |
| Vittoria  | 25-12  | Mackenzie Dern        | TKO (pugni)                          | UFC 295: Prochazka vs Pereira               | 11 Novembre 2023  | 2     | 3:15  | New York City, New York, Stati Uniti | Performance of the Night                                                         |
| Sconfitta | 24-12  | Tatiana Suarez        | Sottomissione (guillotine chocke)    | UFC on ESPN : Sandaghen vs Font             | 5 Agosto 2023     | 2     | 1:31  | Nashville, Tennessee, Stati Uniti    |                                                                                  |
| Sconfitta | 24-11  | Yan Xiaonan           | KO (pugni)                           | UFC 288: Sterling vs Cejudo                 | 6 Maggio 2023     | 1     | 2:20  | Newark, New Jersey, Stati Uniti      |                                                                                  |
| Sconfitta | 24-10  | Erin Blanchfield      | Sottomissione (rear naked chocke)    | UFC Fight Night: Andrade vs Blanchfield     | 18 Febbraio 2023  | 2     | 1:37  | Las Vegas, Stati Uniti               |                                                                                  |
| Vittoria  | 24-9   | Lauren Murphy         | Decisione (unanime)                  | UFC 283: Teixeira vs Hill                   | 21 Gennaio 2023   | 3     | 5:00  | Rio de Janeiro, Brasile              |                                                                                  |
| Vittoria  | 23-9   | Amanda Lemos          | Sottomissione ( arm-triangle chocke) | UFC Fight Night: Lemos vs Andrade           | 23 Aprile 2022    | 1     | 3:13  | Las Vegas, Stati Uniti               | Ritorno nei Pesi Paglia. Performance of the Night                                |
| Vittoria  | 22-9   | Cynthia Calvillo      | KO Tecnico (pugni)                   | UFC 266                                     | 25 settembre 2021 | 1     | 4:54  | Las Vegas, Stati Uniti               |                                                                                  |
| Sconfitta | 21-9   | Valentyna Ševčenko    | KO Tecnico (gomitate)                | UFC 261: Usman vs. Masvidal 2               | 24 Aprile 2021    | 2     | 3:19  | Jacksonville, Florida, Stati Uniti   | Per il titolo dei pesi mosca UFC                                                 |
| Vittoria  | 21-8   | Katlyn Chookagian     | KO tecnico (pugni al corpo)          | UFC Fight Night: Ortega vs. Korean Zombie   | 18 ottobre 2020   | 1     | 4:55  | Abu Dhabi, Emirati Arabi             | Debutto nei pesi mosca. Perfomance of the Night                                  |
| Sconfitta | 20-8   | Rose Namajunas        | Decisione (non unanime)              | UFC 251: Usman vs. Masvidal                 | 12 luglio 2020    | 3     | 5:00  | Yas Island, Emirati Arabi Uniti      | Fight of the Night                                                               |
| Sconfitta | 20-7   | Zhang Weili           | KO tecnico (ginocchiate e pugni)     | UFC Fight Night: Andrade vs. Zhang          | 31 agosto 2019    | 1     | 0:42  | Shenzhen, Cina                       | Perde il titolo dei pesi paglia UFC                                              |
| Vittoria  | 20-6   | Rose Namajunas        | KO (proiezione)                      | UFC 237: Namajunas vs. Andrade              | 11 maggio 2019    | 2     | 2:58  | Rio de Janeiro, Brasile              | Vince il titolo dei pesi paglia UFC, Fight of the Night, Perfomance of the Night |
| Vittoria  | 19-6   | Karolina Kowalkiewicz | KO (pugno)                           | UFC 228: Woodley vs. Till                   | 8 settembre 2018  | 1     | 1:58  | Dallas, Stati Uniti                  | Perfomance of the Night                                                          |
| Vittoria  | 18-6   | Tecia Torres          | Decisione (unanime)                  | UFC on Fox: Emmett vs. Stephens             | 24 febbraio 2018  | 3     | 5:00  | Orlando, Stati Uniti                 |                                                                                  |
| Vittoria  | 17-6   | Cláudia Gadelha       | Decisione (unanime)                  | UFC Fight Night: Saint Preux vs. Okami      | 23 settembre 2017 | 3     | 5:00  | Saitama, Giappone                    | Fight of the Night                                                               |
| Sconfitta | 16-6   | Joanna Jędrzejczyk    | Decisione (unanime)                  | UFC 211: Miocic vs. dos Santos 2            | 13 maggio 2017    | 5     | 5:00  | Dallas, Stati Uniti                  | Per il titolo di pesi paglia UFC                                                 |
| Vittoria  | 16-5   | Angela Hill           | Decisione (unanime)                  | UFC Fight Night: Bermudez vs. Korean Zombie | 4 febbraio 2017   | 3     | 5:00  | Houston, Stati Uniti                 | Fight of the Night                                                               |
| Vittoria  | 15-5   | Joanne Calderwood     | Sottomissione (guillotine choke)     | UFC 203: Miocic vs. Overeem                 | 10 settembre 2016 | 1     | 4:38  | Cleveland, Stati Uniti               | Performance of the Night                                                         |
| Vittoria  | 14-5   | Jessica Penne         | KO Tecnico (pugni)                   | UFC 199: Rockhold vs. Bisping 2             | 4 giugno 2016     | 2     | 2:56  | Inglewood, Stati Uniti               | Debutto nei pesi paglia                                                          |
| Sconfitta | 13-5   | Raquel Pennington     | Sottomissione (rear-naked choke)     | UFC 191: Johnson vs. Dodson 2               | 5 settembre 2015  | 2     | 4:58  | Las Vegas, Stati Uniti               |                                                                                  |
| Vittoria  | 13-4   | Sarah Moras           | Decisione (unanime)                  | UFC Fight Night: Mir vs. Duffee             | 15 luglio 2015    | 3     | 5:00  | San Diego, Stati Uniti               |                                                                                  |
| Sconfitta | 12-4   | Marion Reneau         | Sottomissione (triangle choke)       | UFC Fight Night: Bigfoot vs. Mir            | 22 febbraio 2015  | 1     | 1:54  | Porto Alegre, Brasile                |                                                                                  |
| Vittoria  | 12-3   | Larissa Pacheco       | Sottomissione (guillotine choke)     | UFC Fight Night: Bigfoot vs. Arlovski       | 13 settembre 2014 | 1     | 4:33  | Brasilia, Brasile                    |                                                                                  |
| Vittoria  | 11-3   | Raquel Pennington     | Decisione (non unanime)              | UFC 171: Hendricks vs. Lawler               | 15 marzo 2014     | 3     | 5:00  | Dallas, Stati Uniti                  |                                                                                  |
| Vittoria  | 10-3   | Rosi Sexton           | Decisione (unanime)                  | UFC Fight Night: Machida vs. Muñoz          | 26 ottobre 2013   | 3     | 5:00  | Manchester, Inghilterra              |                                                                                  |
| Sconfitta | 9-3    | Liz Carmouche         | KO Tecnico (pugni e gomitate)        | UFC on Fox: Johnson vs. Moraga              | 27 luglio 2013    | 2     | 3:57  | Seattle, Stati Uniti                 | Debutto in UFC                                                                   |
| Vittoria  | 9-2    | Milana Dudieva        | Sottomissione (guillotine choke)     | ProFC 47: Russia vs. Europe                 | 14 aprile 2013    | 2     | 4:34  | Rostov sul Don, Russia               | Incontro catchweight (137 lbs)                                                   |
| Vittoria  | 8-2    | Luciana Pereira       | Sottomissione (rear-naked choke)     | Web Fight Combat 1                          | 27 gennaio 2013   | 2     | 3:35  | Rio de Janeiro, Brasile              |                                                                                  |
| Sconfitta | 7-2    | Jennifer Maia         | Decisione (unanime)                  | Samurai FC 9: Water vs. Fire                | 15 dicembre 2012  | 3     | 5:00  | Curitiba, Brasile                    |                                                                                  |
| Vittoria  | 7-1    | Vanessa Silva         | KO Tecnico (pugni)                   | Heavy Fighting Championship 2               | 13 ottobre 2012   | 1     | 1:15  | Cascavel, Brasile                    |                                                                                  |
| Vittoria  | 6-1    | Alessandra Silva      | Sottomissione (guillotine choke)     | Strike Combat                               | 15 settembre 2012 | 1     | 3:29  | Foz do Iguaçu, Brasile               |                                                                                  |
| Vittoria  | 5-1    | Duda Yankovich        | Sottomissione (guillotine choke)     | Bitetti Combat 12: Oswaldo Paqueta          | 8 settembre 2012  | 1     | 3:02  | Rio de Janeiro, Brasile              |                                                                                  |
| Vittoria  | 4-1    | Juliana Silva         | Sottomissione (guillotine choke)     | Ring of Fire 4: In the Faive                | 28 agosto 2012    | 1     | 1:14  | Presidente Venceslau, Brasile        |                                                                                  |
| Vittoria  | 3-1    | Lilian Correia        | KO Tecnico (pugno al corpo)          | Heavy Fighting Championship 1               | 20 maggio 2012    | 2     | N/A   | Cascavel, Brasile                    |                                                                                  |
| Sconfitta | 2-1    | Kinberly Novaes       | KO Tecnico (pugni e ginocchiate)     | Nitrix: Champion Fight 11                   | 5 maggio 2012     | 2     | 2:42  | Joinville, Brasile                   |                                                                                  |
| Vittoria  | 2-0    | Bruna Fernandes       | KO Tecnico (pugni)                   | Wako Grand Prix 3                           | 19 novembre 2011  | 1     | 2:06  | Avaré, Brasile                       |                                                                                  |
| Vittoria  | 1-0    | Weidy Borges          | KO Tecnico (pugni)                   | Sagaz Combat                                | 6 settembre 2011  | 2     | 3:40  | Umuarama, Brasile                    |                                                                                  |